# 三平義中
三平義中禪師（781年—872年），唐朝佛教禪宗高僧，俗姓楊，福州福唐縣（今福州市福清市）人，祖籍咸陽高陵（今陝西西安高陵）。修道於漳州三平山，人稱三平祖師，或作三坪祖師，封號廣濟大師。
三平偈：「即此見聞非見聞， 無餘聲色可呈君。 個中若了全無事， 體用無妨分不分。」

## 簡介
唐代咸陽高陵（今陝西西安高陵）人，因父宦遊，而在唐德宗興元六年（781年）舊曆正月初六日，誕生於閩地福唐，即今福建福州市福清縣。

## 奉祀
馬來西亞馬六甲市保安宫主奉禪師，然其誕辰為農曆六月初六，而非正月。依史蹟記載正月初六為祖師公出生之日，六月初六為出家之日，十一月初六為圓寂成道日。民間稱之為「三個初六」。

## 混淆
義中禪師因生日為正月初六，與安溪高僧清水祖師常被誤會為同一人，但考其年代、蹟略皆不同，不可混淆。

## 參看
- 三平寺
- 高僧信仰
- 清水祖師
- 顯應祖師
- 普庵祖師
- 定光祖師
- 扣冰祖師
- 慚愧祖師